# Revisions
Albums de Jen Chapin (en)
Ready
(2006) Reckoning
(2013)
Revisions, sous-titré Songs of Stevie Wonder, est un album-hommage de Jen Chapin (en) sorti en 2009 chez Chesky Records (en).
Jen Chapin est accompagnée de son époux Stephan Crump à la basse et du saxophoniste Chris Creek. Au contraire des chansons originales de Stevie Wonder, toutes les réinterprétations de l'album sont dépourvues de claviers.

## Listes des pistes
| Revisions - Songs of Stevie Wonder | Revisions - Songs of Stevie Wonder | Revisions - Songs of Stevie Wonder | Revisions - Songs of Stevie Wonder | Revisions - Songs of Stevie Wonder | Revisions - Songs of Stevie Wonder | Revisions - Songs of Stevie Wonder | Revisions - Songs of Stevie Wonder | Revisions - Songs of Stevie Wonder | Revisions - Songs of Stevie Wonder |
| No                                 | Titre                              | Auteur                             | Interprète                         | Durée                              |                                    |                                    |                                    |                                    |                                    |
| ---------------------------------- | ---------------------------------- | ---------------------------------- | ---------------------------------- | ---------------------------------- | ---------------------------------- | ---------------------------------- | ---------------------------------- | ---------------------------------- | ---------------------------------- |
| 1.                                 | You Haven't Done Nothin'           | Stevie Wonder                      | Jen Chapin (en)                    | 3:44                               |                                    |                                    |                                    |                                    |                                    |
| 2.                                 | Master Blaster (Jammin')           | Stevie Wonder                      | Jen Chapin                         | 5:18                               |                                    |                                    |                                    |                                    |                                    |
| 3.                                 | Visions                            | Stevie Wonder                      | Jen Chapin                         | 5:32                               |                                    |                                    |                                    |                                    |                                    |
| 4.                                 | Higher Ground                      | Stevie Wonder                      | Jen Chapin                         | 4:26                               |                                    |                                    |                                    |                                    |                                    |
| 5.                                 | Renewable                          | Jen Chapin                         | Jen Chapin                         | 2:46                               |                                    |                                    |                                    |                                    |                                    |
| 6.                                 | Jesus Children of America          | Stevie Wonder                      | Jen Chapin                         | 4:48                               |                                    |                                    |                                    |                                    |                                    |
| 7.                                 | Village Ghetto Land                | Stevie Wonder, Gary Byrd (en)      | Jen Chapin                         | 2:53                               |                                    |                                    |                                    |                                    |                                    |
| 8.                                 | If It's Magic                      | Stevie Wonder                      | Jen Chapin                         | 3:39                               |                                    |                                    |                                    |                                    |                                    |
| 9.                                 | She's Gone                         | Stevie Wonder                      | Jen Chapin                         | 4:15                               |                                    |                                    |                                    |                                    |                                    |
| 10.                                | Pastime Paradise                   | Stevie Wonder                      | Jen Chapin                         | 3:41                               |                                    |                                    |                                    |                                    |                                    |
| 11.                                | Big Brother                        | Stevie Wonder                      | Jen Chapin                         | 4:59                               |                                    |                                    |                                    |                                    |                                    |
| 12.                                | Saturn                             | Stevie Wonder                      | Jen Chapin                         | 4:34                               |                                    |                                    |                                    |                                    |                                    |
| 50:35                              |                                    |                                    |                                    |                                    |                                    |                                    |                                    |                                    |                                    |

## Personnel
- Jen Chapin (en) : voix
- Stephan Crump : basse
- Chris Cheek : saxophone ténor, saxophone soprano, saxophone baryton

La photographie de la pochette est réalisée par Merri Cyr.

## Formats
L'album sort dans les formats SACD et CD (réf. SACD 347) le 30 juin 2009.